# Salif Cissé
Salif Cissé (Dreux, 12 luglio 1992) è un calciatore francese, attaccante del Tanjong Pagar Utd.

## Biografia
Suo fratello maggiore Kalifa è stato a sua volta un calciatore professionista.

## Carriera
Il 19 ottobre 2020 viene acquistato a titolo definitivo dalla squadra bulgara del Botev Plovdiv.

## Statistiche

### Presenze e reti nei club
Statistiche aggiornate al 2 giugno 2021.
| Stagione        | Squadra         | Campionato      | Campionato | Campionato | Coppe nazionali | Coppe nazionali | Coppe nazionali | Coppe continentali | Coppe continentali | Coppe continentali | Altre coppe | Altre coppe | Altre coppe | Totale | Totale |
| Stagione        | Squadra         | Comp            | Pres       | Reti       | Comp            | Pres            | Reti            | Comp               | Pres               | Reti               | Comp        | Pres        | Reti        | Pres   | Reti   |
| --------------- | --------------- | --------------- | ---------- | ---------- | --------------- | --------------- | --------------- | ------------------ | ------------------ | ------------------ | ----------- | ----------- | ----------- | ------ | ------ |
| ago.-ott. 2020  | Carsko Selo     | 1L              | 6          | 0          | CB              | 0               | 0               |                    | -                  | -                  |             | -           | -           | 6      | 0      |
| ott. 2020-2021  | Botev Plovdiv   | 1L              | 19         | 2          | CB              | 2               | 2               |                    | -                  | -                  |             | -           | -           | 21     | 4      |
| Totale carriera | Totale carriera | Totale carriera | 25         | 2          |                 | 2               | 2               |                    | -                  | -                  |             | -           | -           | 27     | 4      |